# Масляная фотопечать

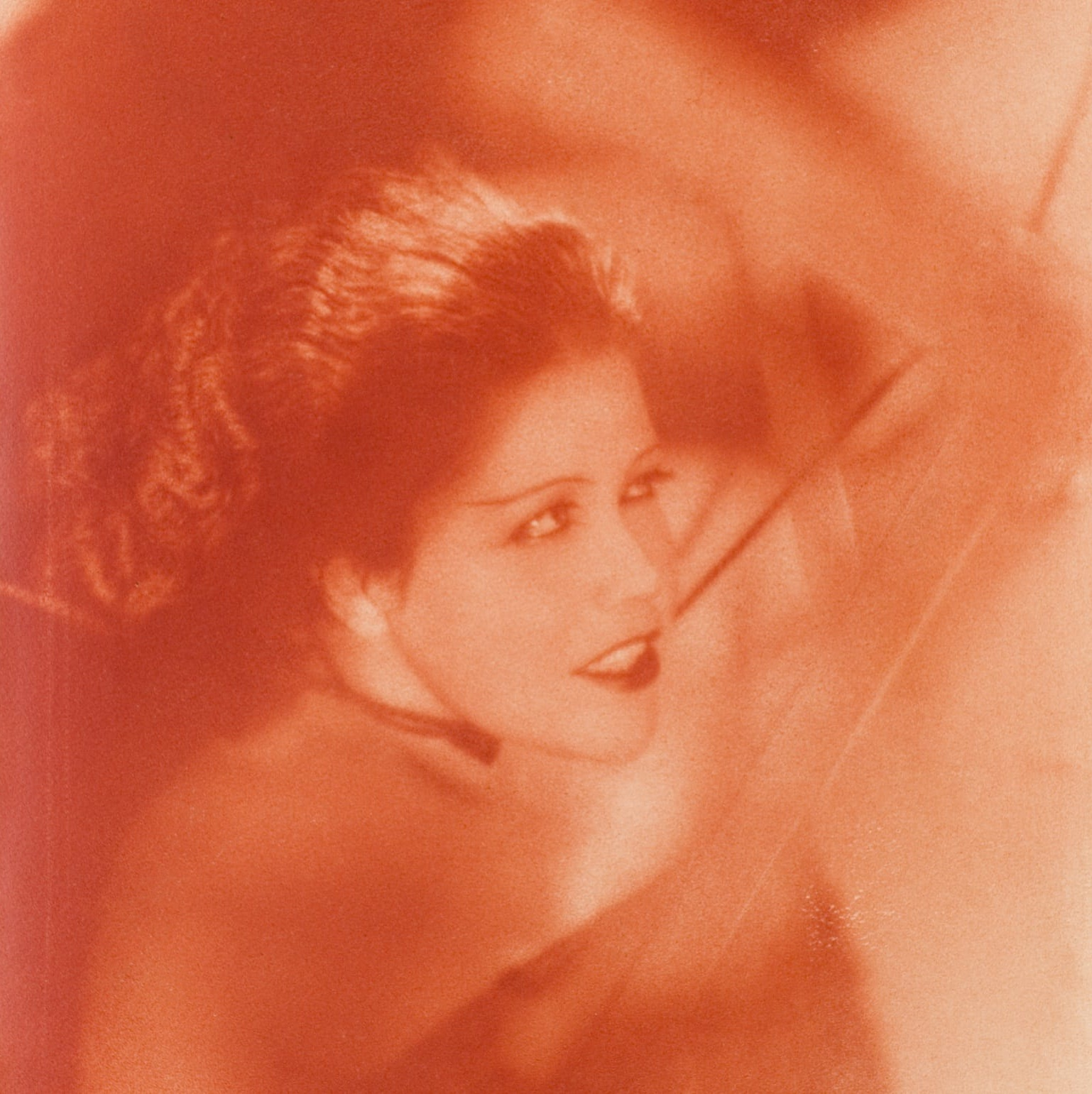
Женский портрет, изготовленный способом масляной печати

Ма́сляная фотопеча́ть, ма́сляная печа́ть, ойлпри́нт — альтернативный фотопроцесс для изготовления позитивных фотографических изображений, основанный на неравномерном удержании масляной краски хромированной желатиной после воздействия на неё света. Процесс разработан Дж. Роулинзом (англ. G.E.H Rawlins) во второй половине XIX века для получения художественных изображений в пикториальной фотографии. Отпечаток изготавливается на листе бумаги, покрытом толстым слоем желатины, сенсибилизированной бихроматом. После экспонирования сквозь прижатый вплотную негатив, засвеченные участки приобретают способность удерживать краску, формируя изображение.
Главным недостатком масляной печати считается низкая светочувствительность бихроматов. Из-за этого доступна только контактная печать, требующая негатива того же размера, что и будущие отпечатки. Поэтому на основе процесса в начале XX века была разработана более удобная технология под названием «бромойль». Как бромойль, так и масляная печать, позволяют получать обобщённые изображения, похожие на рисунки пастелью, приближая отпечатки к произведениям живописи и графики без потери фотографической достоверности.

## Технология
Для получения отпечатка масляным способом необходим негатив того же размера, что и конечный отпечаток. Кроме прямой оптической печати контратипа на листовой фототехнической плёнке, в современной альтернативной фотографии чаще всего такой негатив изготавливают путём цифровой печати на прозрачной подложке. Самым трудоёмким считается приготовление бумаги, получаемой нанесением на лист ровного слоя желатины. Высушенная бумага с желатиновым слоем сенсибилизируется бихроматом калия или аммония и сушится в темноте.
Для получения отпечатка негатив накладывается эмульсией или стороной, на которую велась печать, на хромированную желатину бумаги, и в таком виде выставляется под сильный источник света. После экспонирования лист бумаги промывается в воде или растворе формалина, а затем погружается в тёплую воду для получения желатинового рельефа. На разбухший желатиновый слой кистью наносится масляная краска, которая удерживается пропорционально полученной экспозиции. Окрашенный таким образом отпечаток сушится в течение нескольких недель, и после подготовки монтируется в паспарту.